# Carpinus caroliniana
Carpinus caroliniana är en björkväxtart som beskrevs av Thomas Walter. Carpinus caroliniana ingår i släktet avenbokar, och familjen björkväxter.
Arten förekommer i östra USA från Minnesota och östra Texas österut samt i södra Quebec och södra Ontario (Kanada). Den växer i låglandet och i bergstrakter upp till 2200 meter över havet. Carpinus caroliniana är ett litet träd som ofta tillhör undervegetationen av lövfällande skogar. Endast ett fåtal exemplar blir större. Intill betesmarker kan Carpinus caroliniana bilda grupper där inga andra träd ingår.
Andra träd som hittas i samma undervegetation är Ostrya virginiana, blomsterkornell, amerikansk trollhassel och arter av häggmispelsläktet. I norra delen av utbredningsområdet kan även amerikansk strimlönn, axlönn, rött mullbär, Asimina triloba och amerikanskt judasträd ingå. Längre söderut hittas Carpinus caroliniana ofta tillsammans med Oxydendrum arboreum, Ilex decidua, Ilex opaca, Ulmus alata och virginiamagnolia.
För beståndet är inga hot kända. Hela populationen anses vara stabil. IUCN listar arten som livskraftig (LC).

## Underarter
Arten delas in i följande underarter:
- C. c. caroliniana
- C. c. virginiana

## Bildgalleri

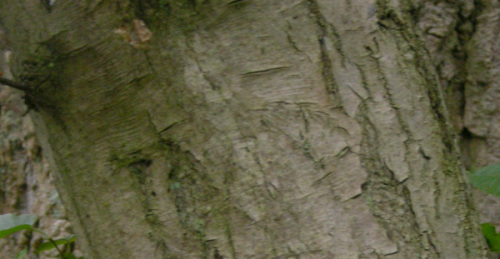
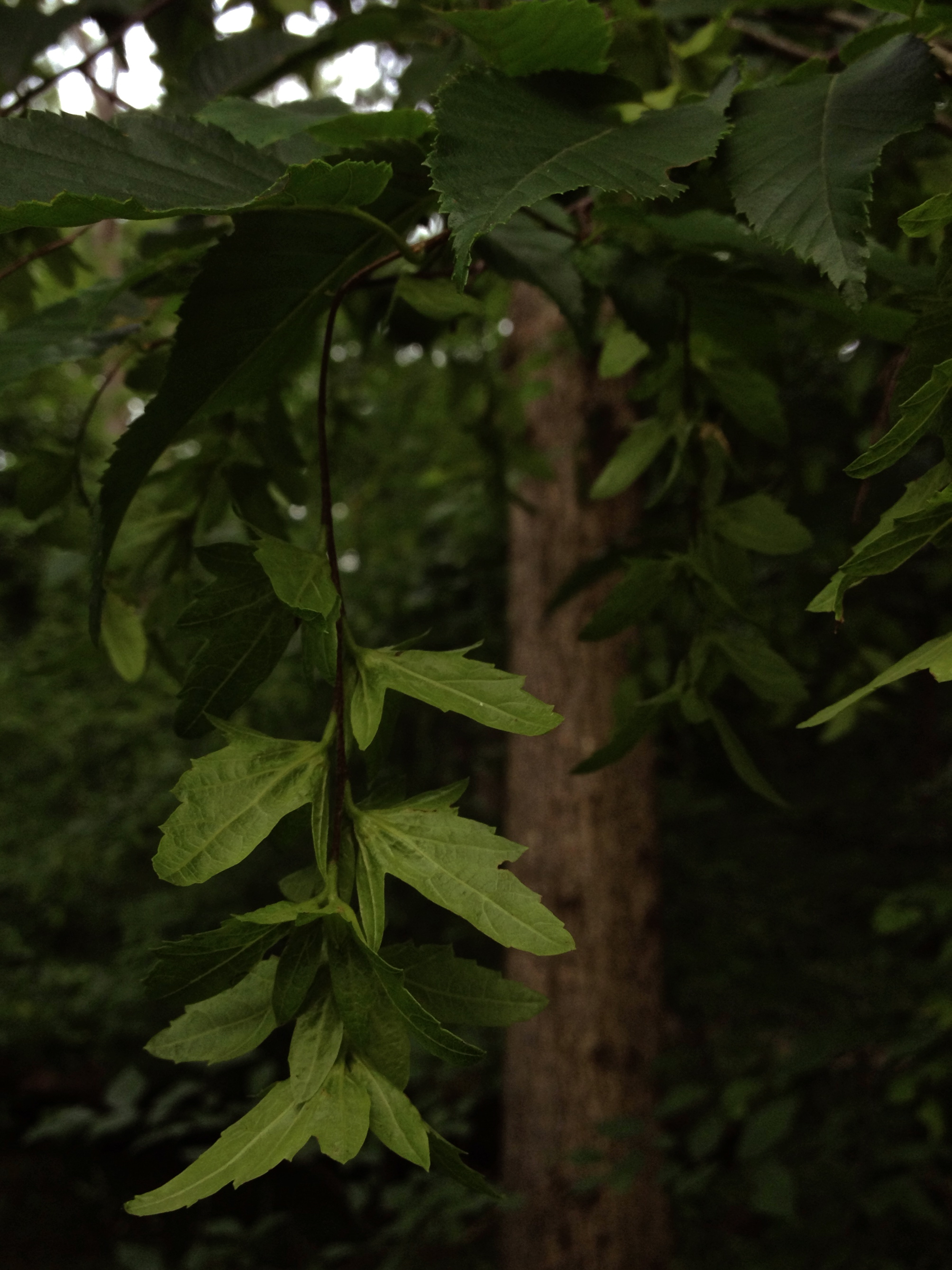